# 荆冕堂 (耶路撒冷)
31°46′49″N 35°14′00″E / 31.780332°N 35.233267°E

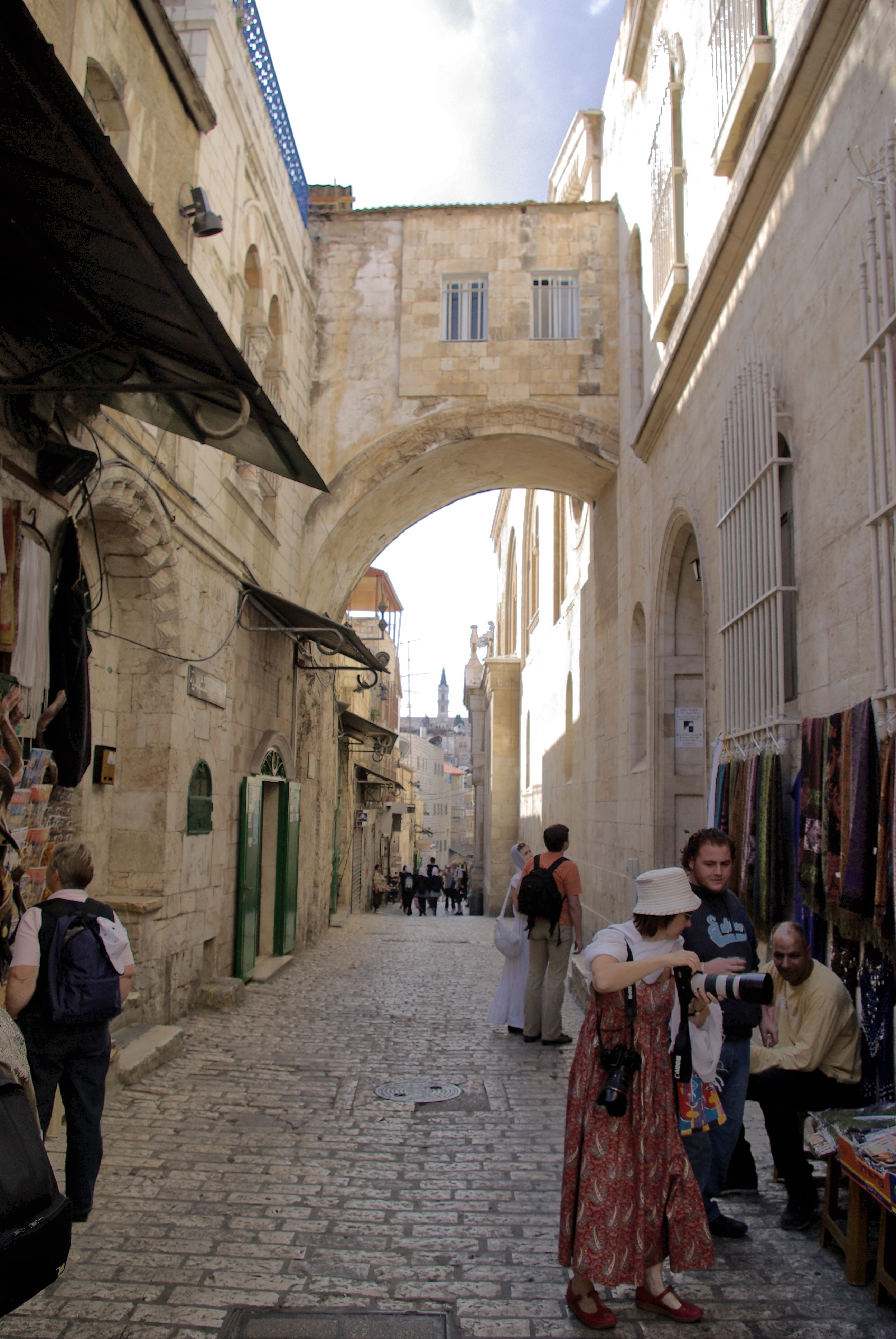
教堂外的拱门

荆冕堂（Ecce Homo）是耶路撒冷旧城内的一座罗马天主教教堂，位于苦路上，是锡安修女院的一部分。
荆冕堂外有一个跨越苦路的古罗马拱门。在16世纪被并入一个乌兹别克德尔维希派寺院，后来该寺院被拆除。
传统上，这个拱门被认为是希律王的安东尼堡垒大门的一部分，是彼拉多审判耶稣的地点，彼拉多在此说了圣经上记载的嘲笑耶稣的话：“看這個人！”。不过，根据考古发掘，现在知道，这个拱门是由哈德良兴建的三个拱门之一，是一个广场的东部入口，这个广场在耶稣时代是一个大型露天水池。